# Сумароково (Рузский городской округ)
Сумароково — деревня в Рузском районе Московской области, входит в состав сельского поселения Ивановское.
До 2006 года Сумароково входило в состав Сумароковского сельского округа.
Население 103 человека на 2006 год.

## География
Деревня расположена на западе района, примерно в 16 километрах к северо-западу от Рузы, у границы с Можайским районом, на левом берегу реки Правая Педня, высота центра над уровнем моря 197 м. Ближайшие населённые пункты — Кокшино в 0,5 км и Лидино — в 2 км на восток; Сорочнево — в 2,5 км на юг.

## Достопримечательности
В деревне действуют церкви: Иоанно-Предтеченская, 1873 года постройки и новопостроенная Иконы Божией Матери Неувядаемый Цвет.